# Werner Ohm
Werner Ohm (* 11. Mai 1948 in Oberhausen) ist ein ehemaliger deutscher Fußballspieler.
Mit dem Fußballspielen begann Ohm bei Viktoria 09 Oberhausen, wechselte aber schon als Schüler zu Rot-Weiß Oberhausen und war bereits mit 18 Jahren Stammspieler in der ersten Mannschaft der Kleeblätter. Sein erstes Spiel bestritt er 1966 in der Regionalliga bei Westfalia Herne, das 2:0 gewonnen wurde. Werner Ohm spielte über zwölf Jahre von 1966 bis 1978 für die erste Elf von Rot-Weiß Oberhausen, dabei absolvierte er von 1969 bis 1973 108 Spiele (ein Tor) in der Bundesliga und 1974/75 38 Spiele in der 2. Fußball-Bundesliga für die Rot-Weißen. In der Regionalliga West kam er auf 130 Einsätze und schoss vier Tore. Mit RWO stieg er 1968/69 als Regionalligameister in die Bundesliga auf. Nach dem Abstieg aus der zweiten Liga 1975 spielte Werner Ohm noch weitere drei Jahre für Oberhausen in der Verbandsliga Niederrhein.
Seine Laufbahn beendete er beim 1. FC Mülheim in der Landesliga.
2004 wurde er in die Jahrhundert-Elf von Rot-Weiß Oberhausen aufgenommen.